# Neotonalismo
El neotonalismo es una corriente musical que surge en la segunda mitad del siglo XX como reacción ante el atonalismo. 
Dentro de este género se engloban compositores que utilizan de nuevo la tonalidad después de que esta fuese marginada en gran medida por las corrientes de la llamada música contemporánea. El neotonalismo es un movimiento muy amplio que unifica y mezcla estilos muy diferentes. Es corriente encontrar que los compositores neotonales difieren enormemente en sus correspondientes estilos ya que éstos dependen de las influencias recibidas. Suele ser habitual, entre dichas influencias, que se encuentren el jazz, la música de cine, étnica, electroacústica y el propio atonalismo del siglo XX, confiriendo no sólo una gran riqueza a este tipo de composición sino una libertad de expresión que quedó truncada con la imposición de lo atonal en la segunda mitad del siglo. Existen muchos compositores, quienes habiendo iniciado sus composiciones en el ámbito atonal, han regresado a esta forma, incluyendo elementos tradicionales que son de una mayor aceptación por el público.
- Datos: Q5853029